# آکسلی گالن-کاللا
آکسلی گالن-کاللا (فنلاندی: Akseli Gallen-Kallela؛ ۲۶ آوریل ۱۸۶۵ – ۷ مارس ۱۹۳۱) نقاش سوئدی-زبانِ اهل فنلاند بود. او بیشتر به خاطر تصویرگری‌هایش از حماسهٔ کالوالا شهرت دارد و آثارش نقش مهمی در تثبیت هویت ملی فنلاندی‌ها داشته است.
از آثار معروفش می‌توان «مادر لمینکاینن» را نام برد.

## نگارخانه

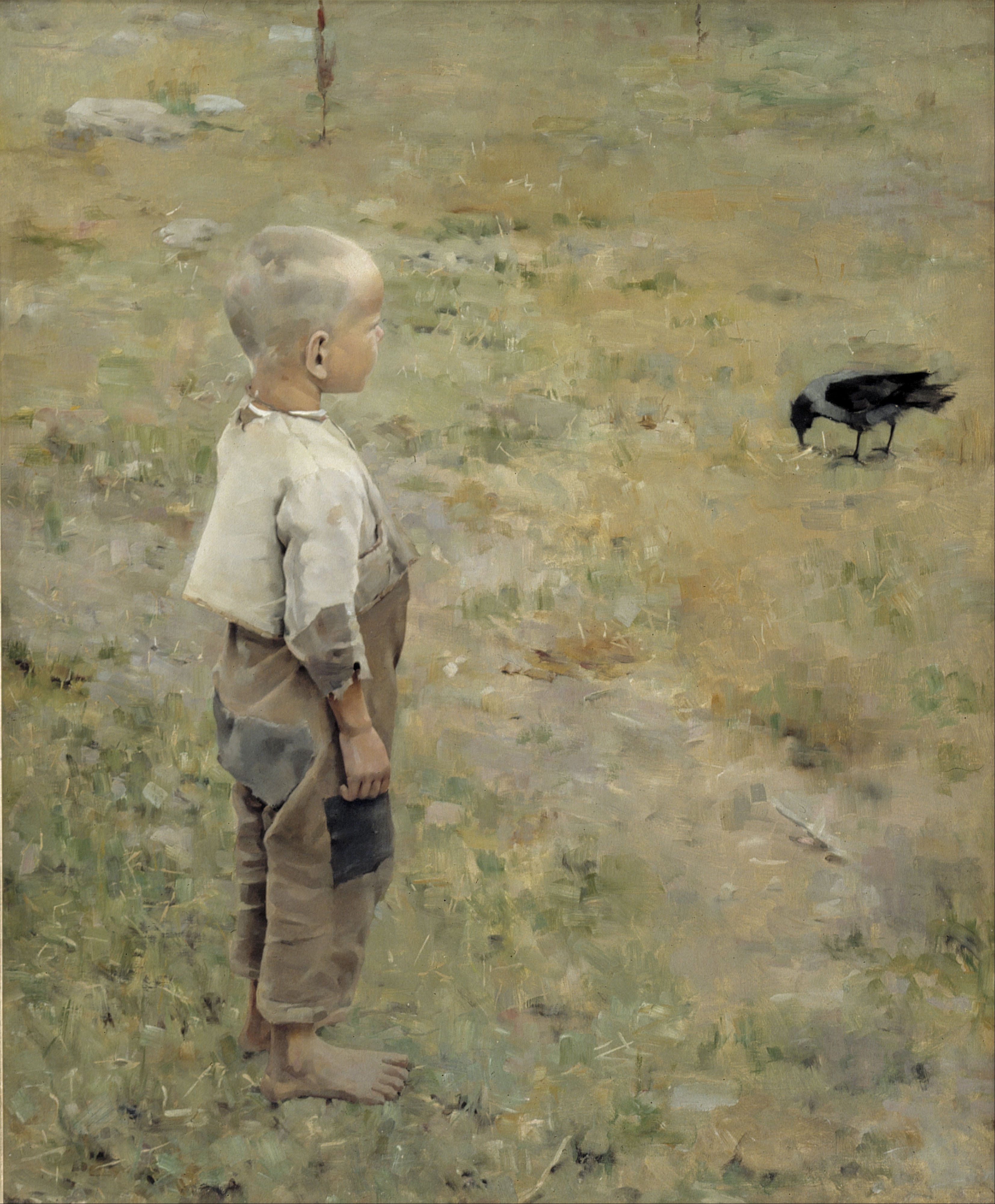
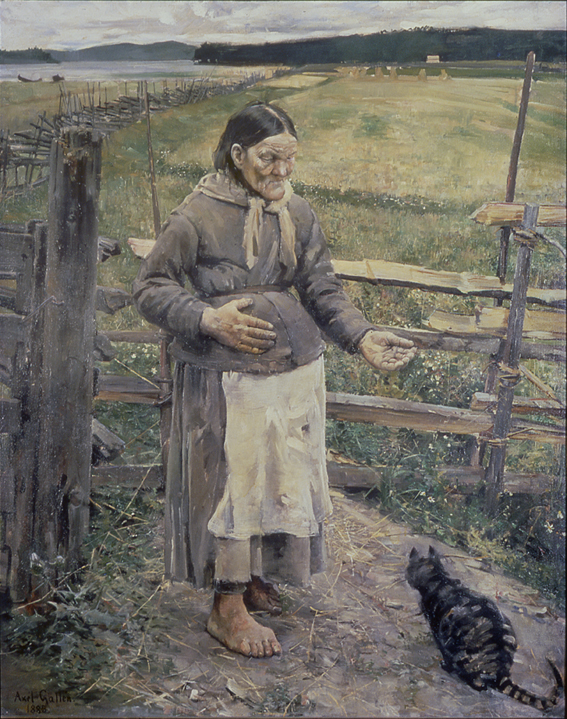
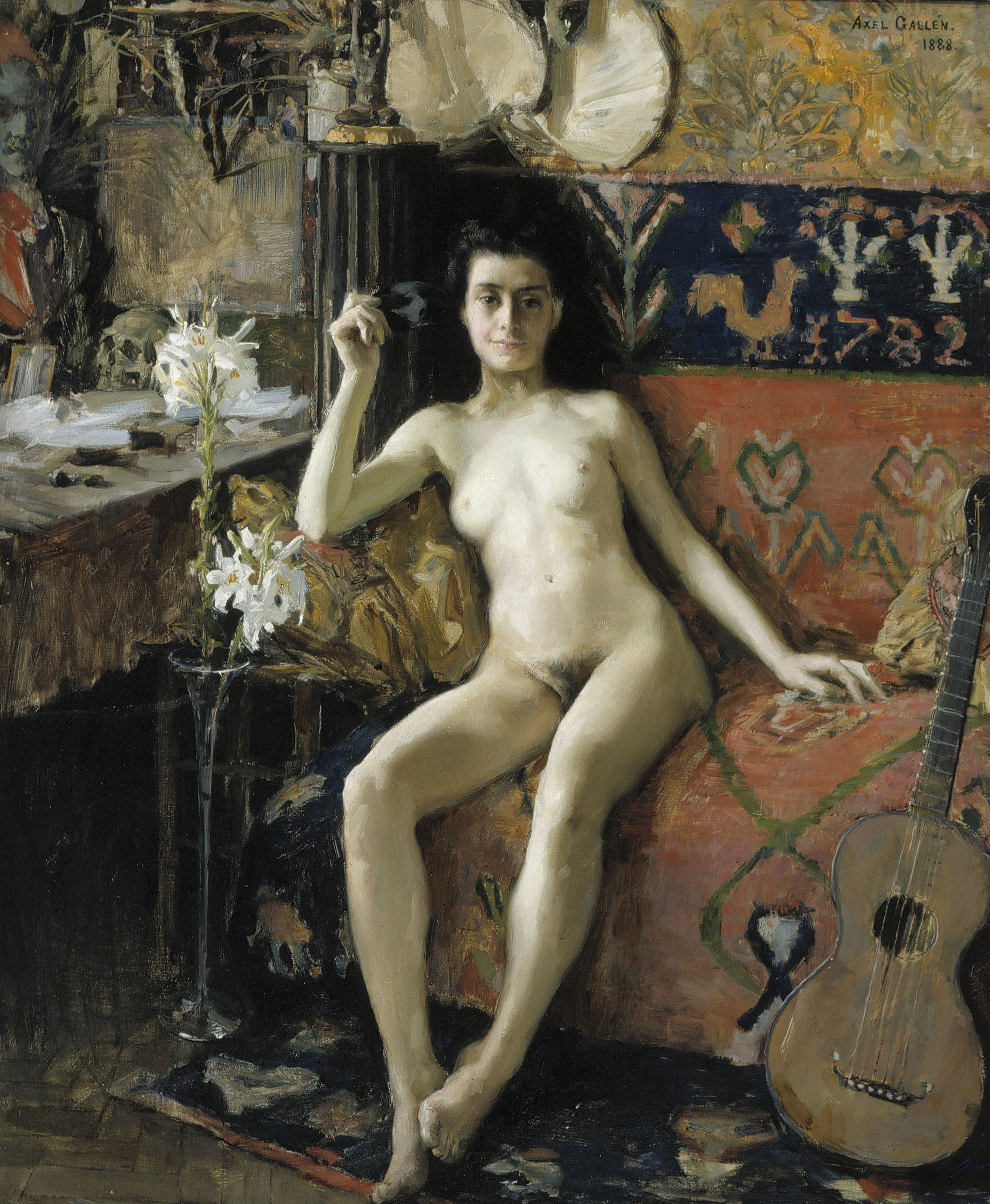
بی‌نقاب ۱۸۸۸ م. آتنیوم
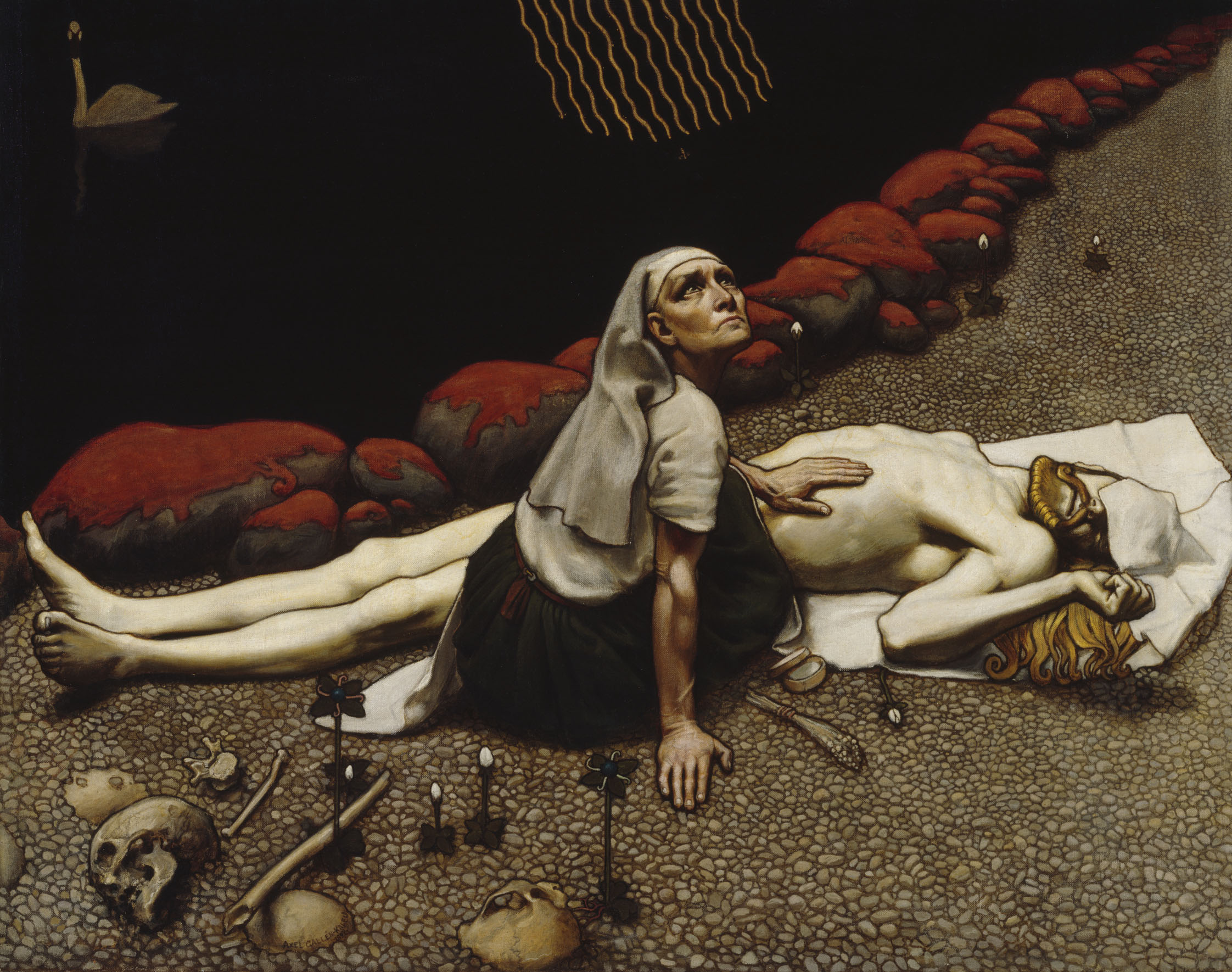
مادر لمینکاینن
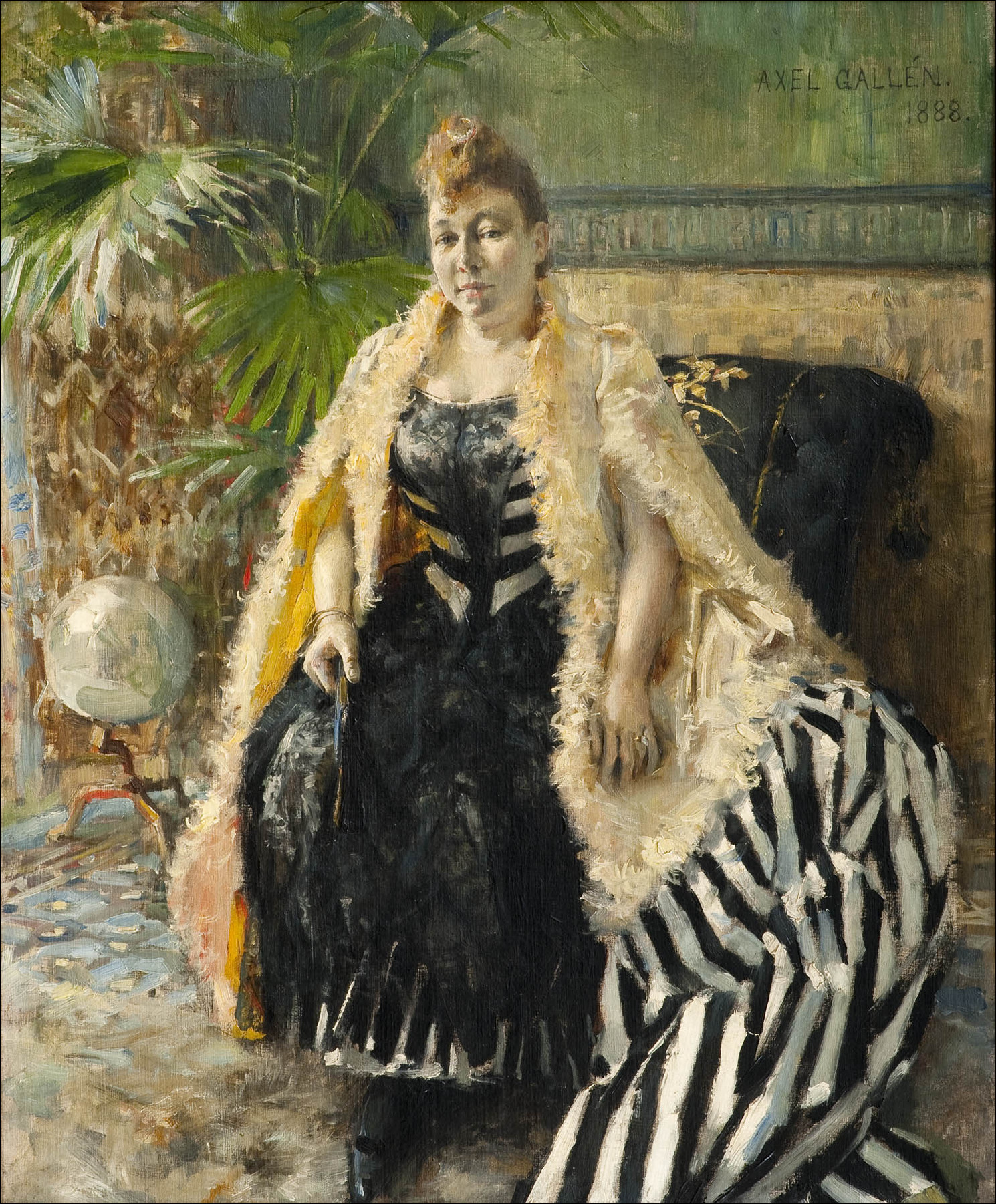
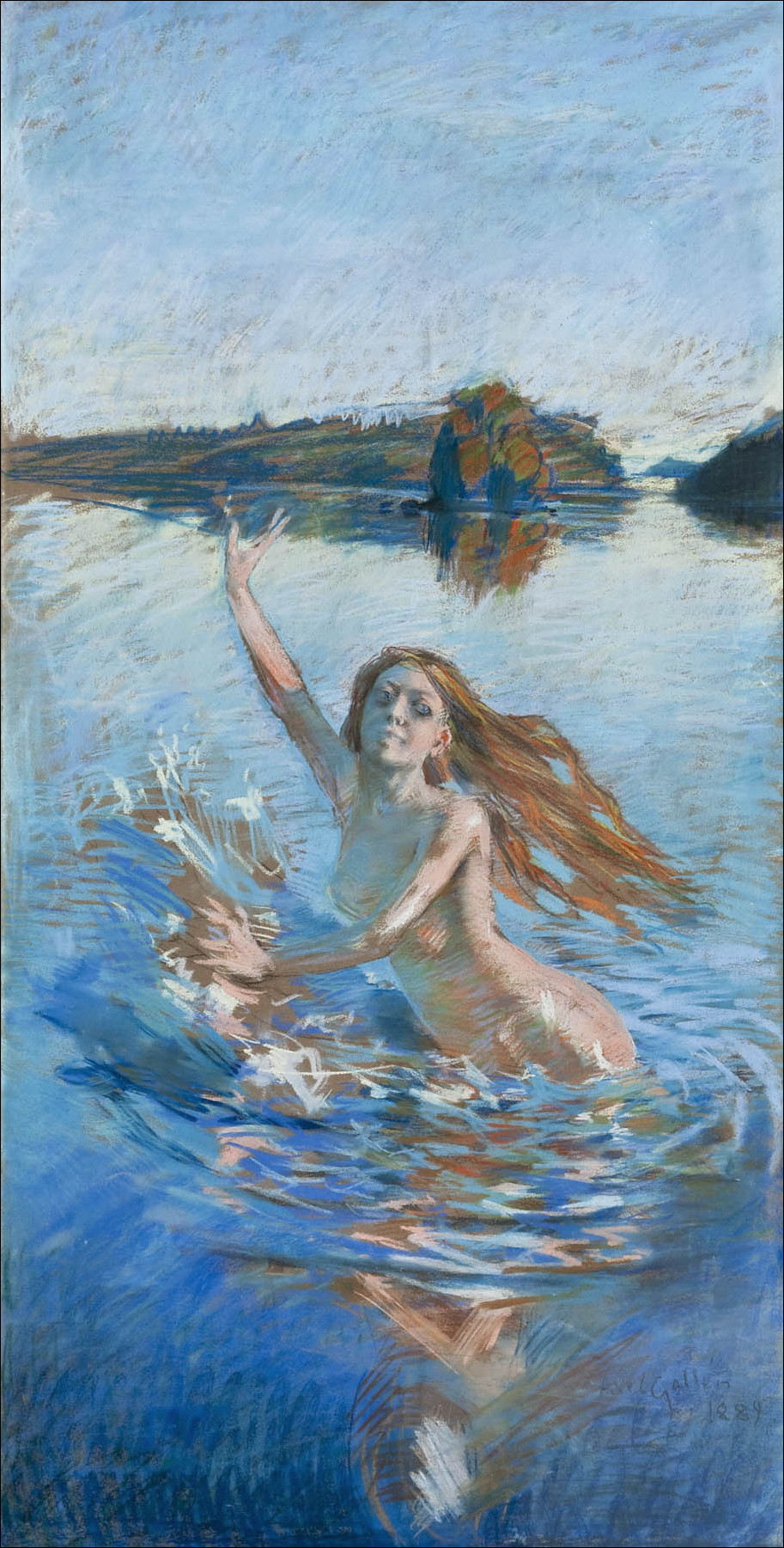
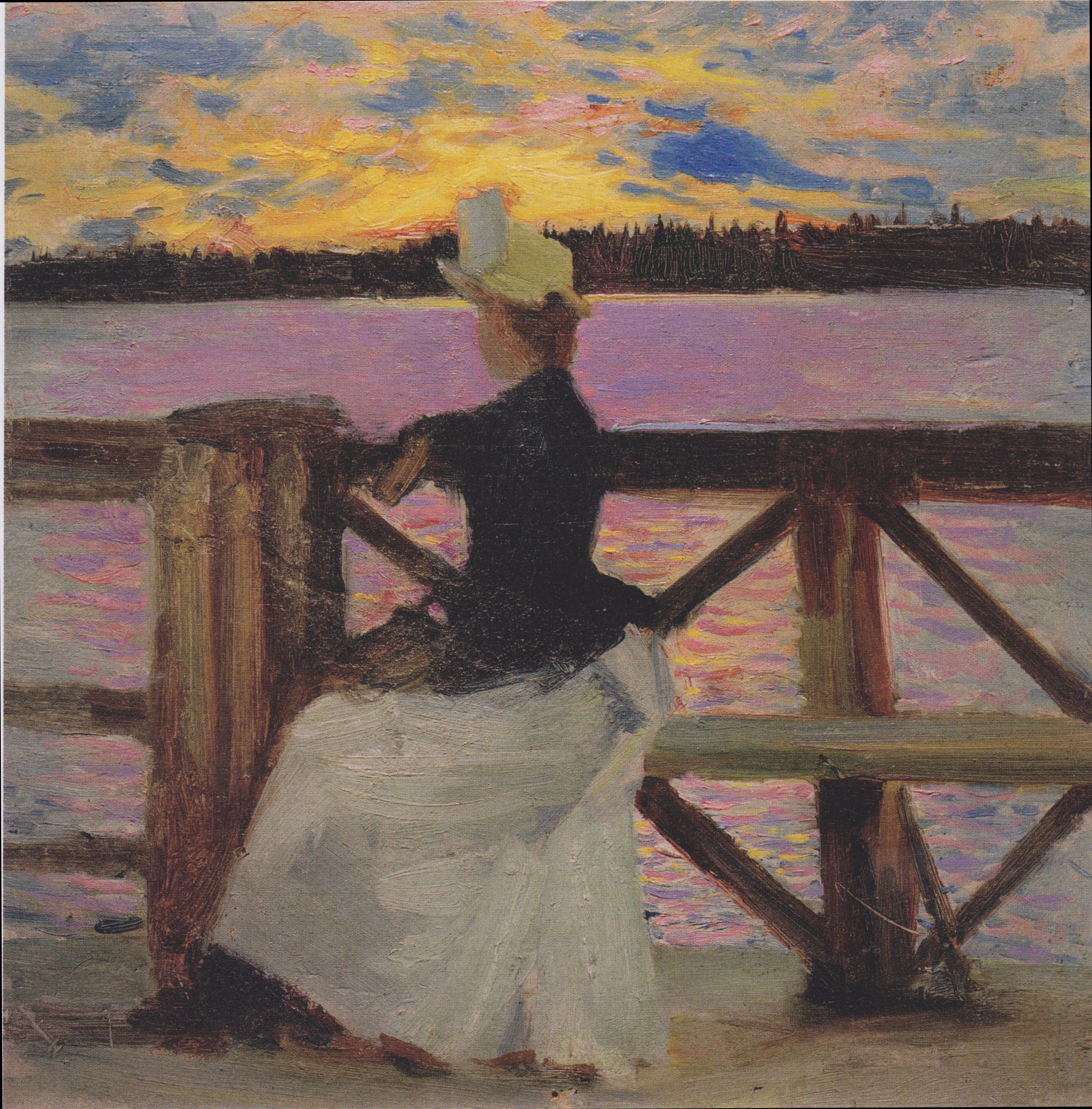
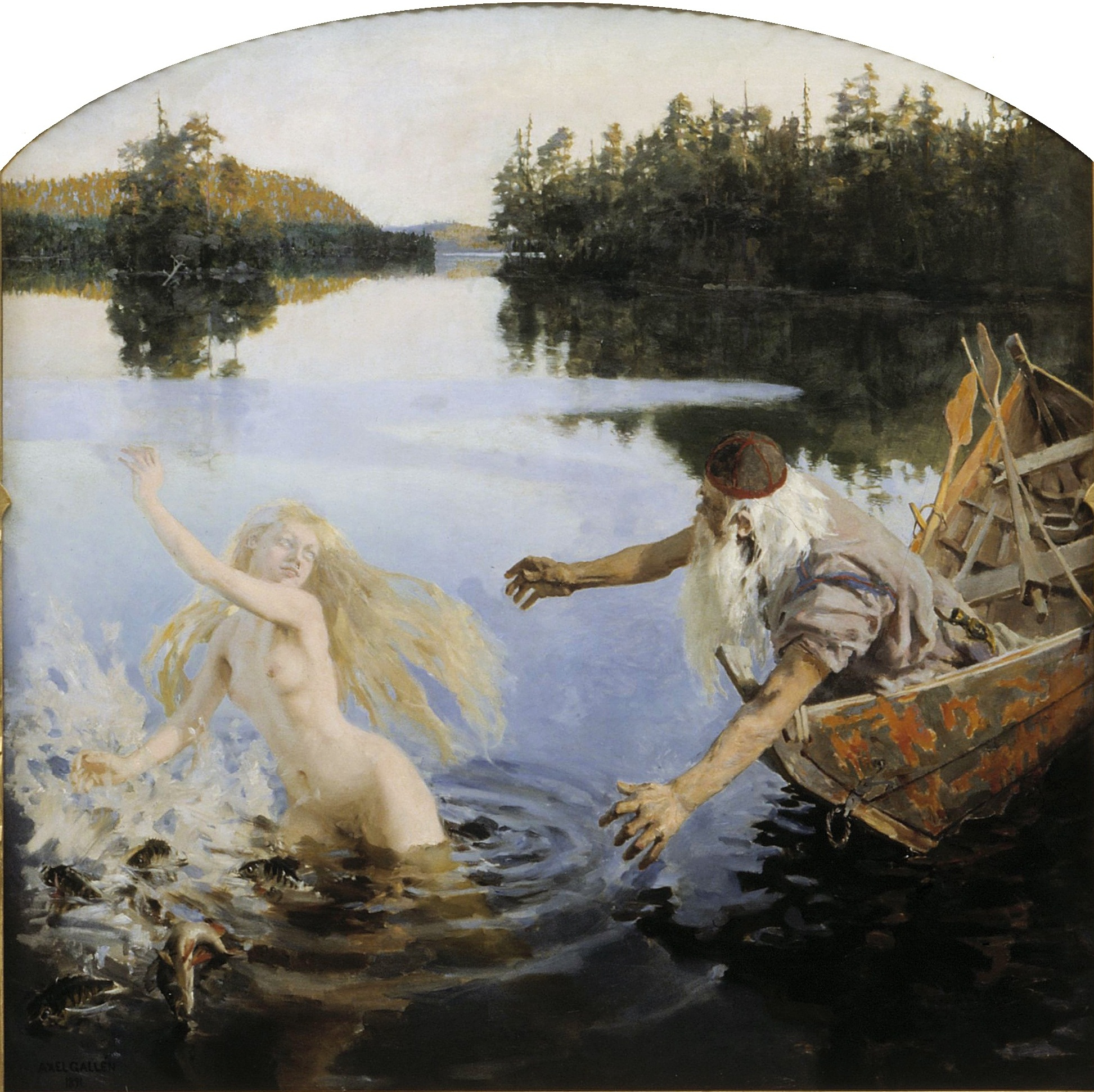
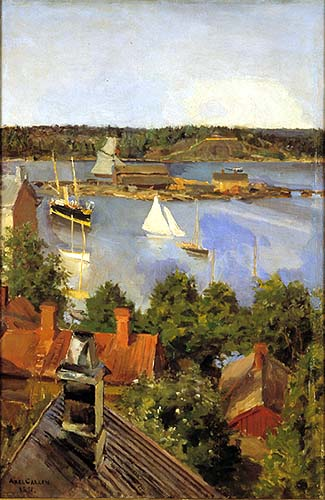
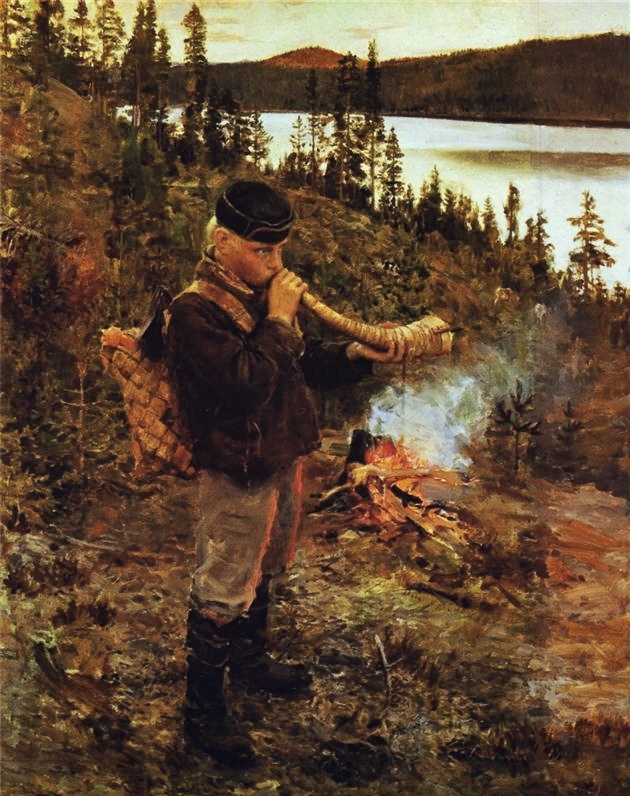
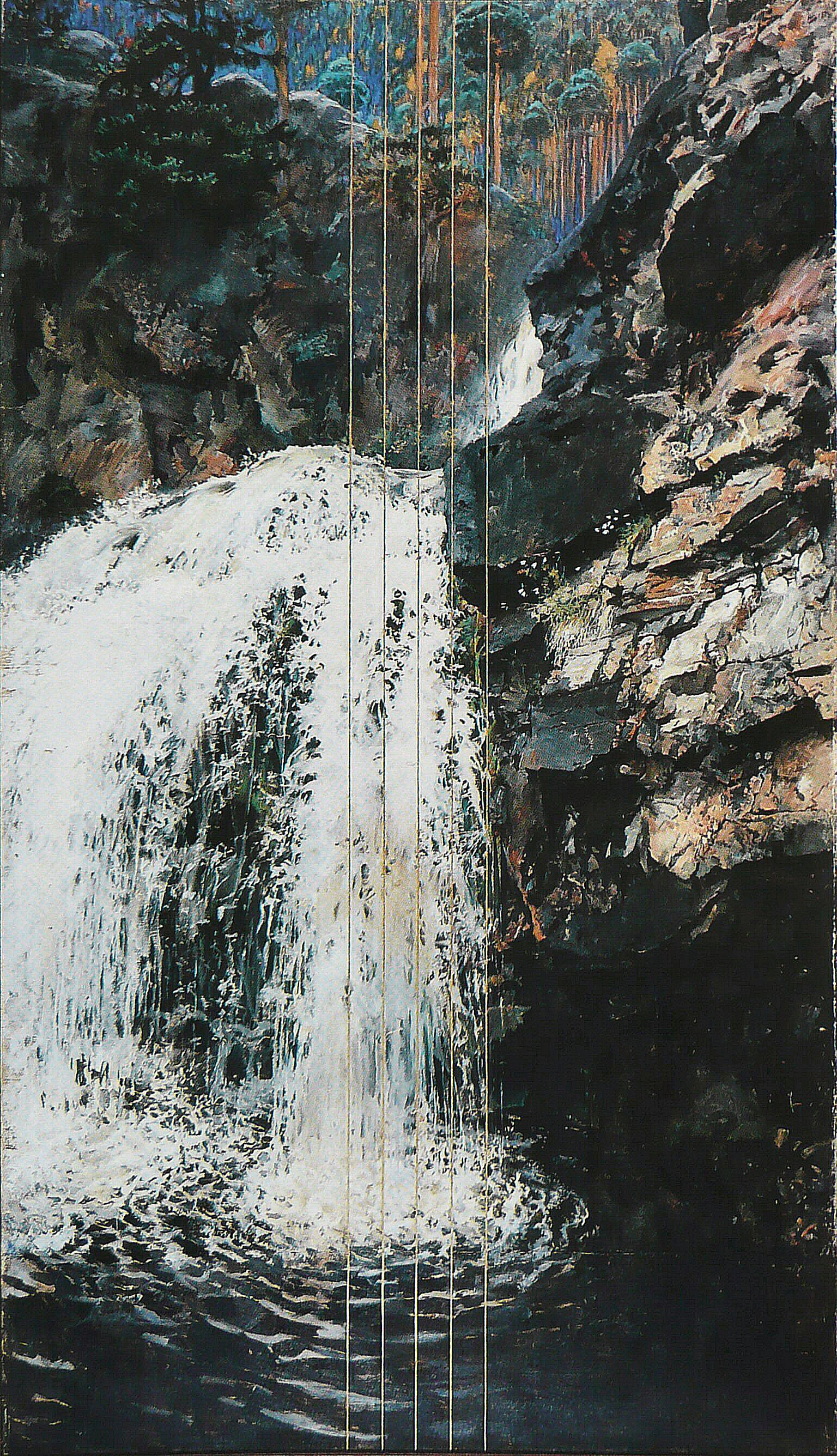
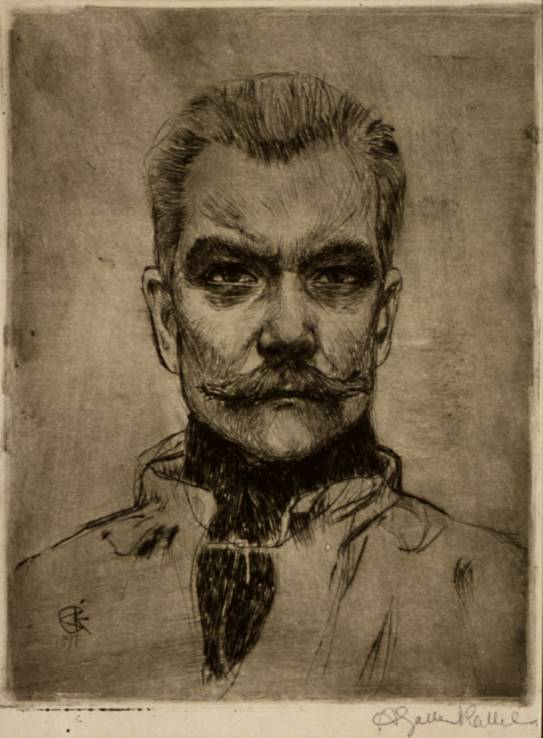
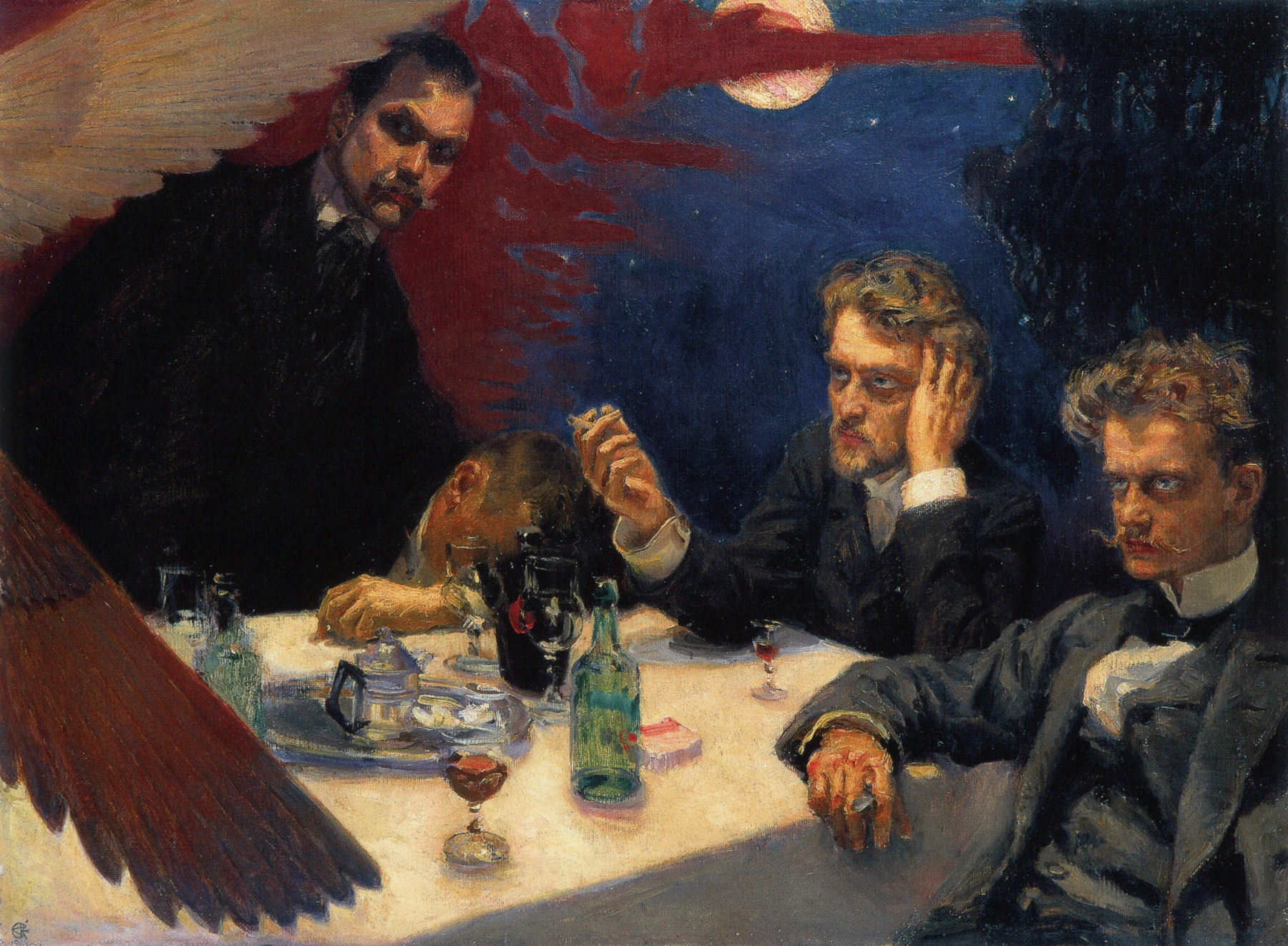
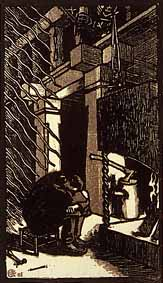
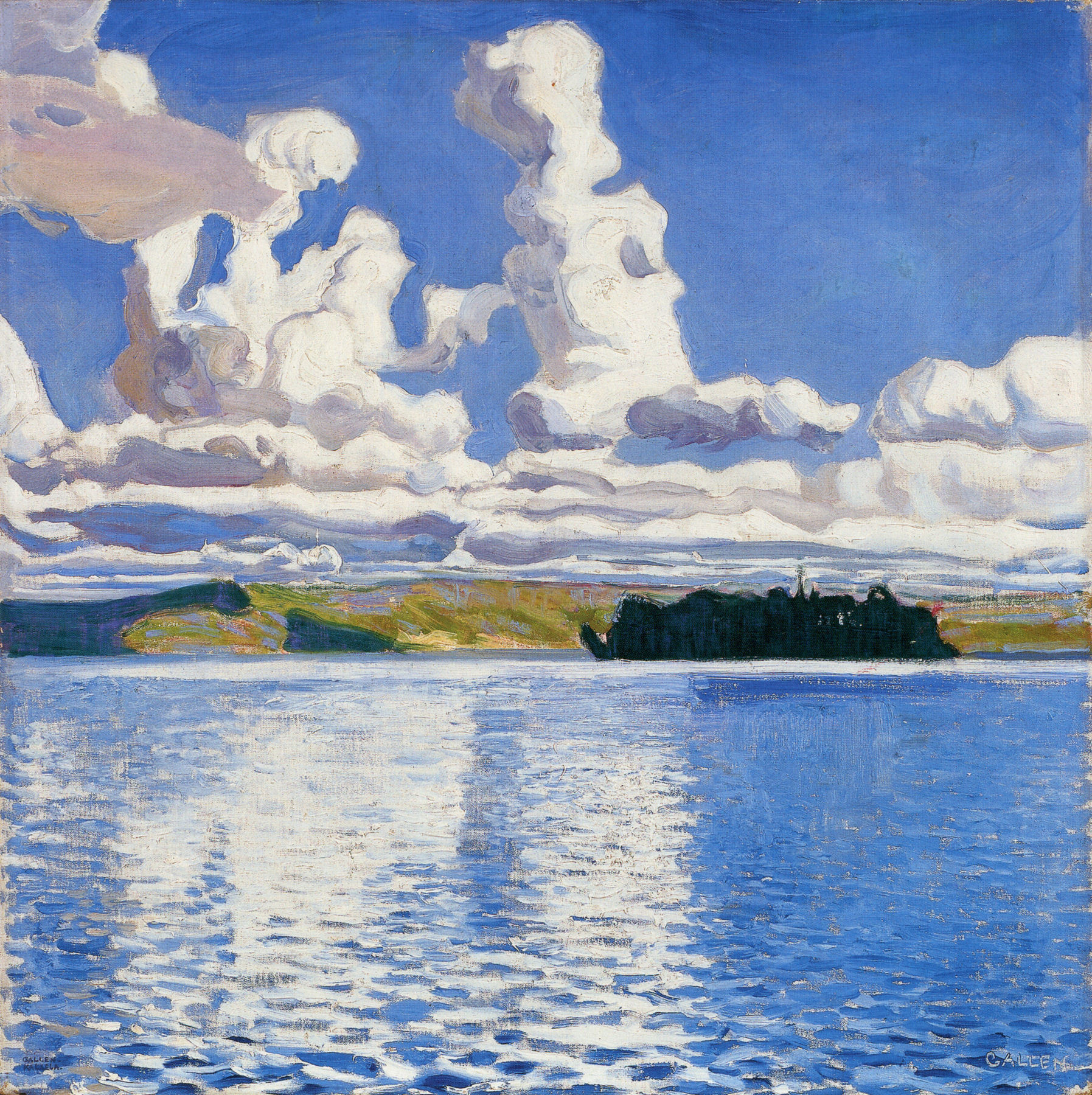
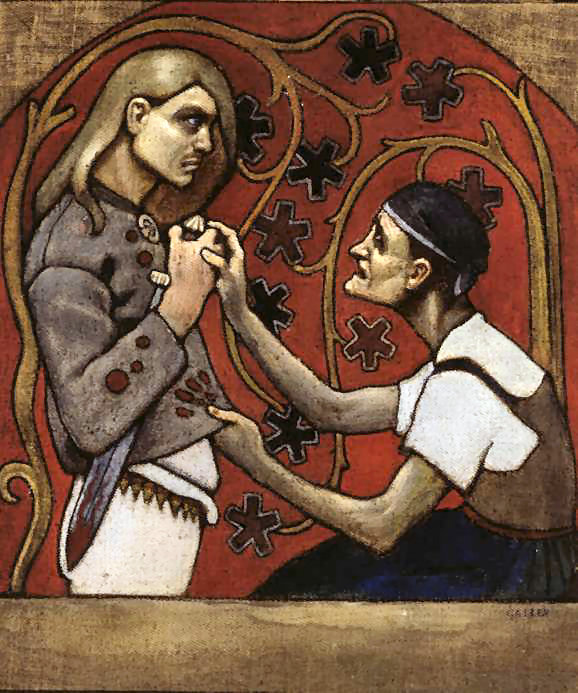
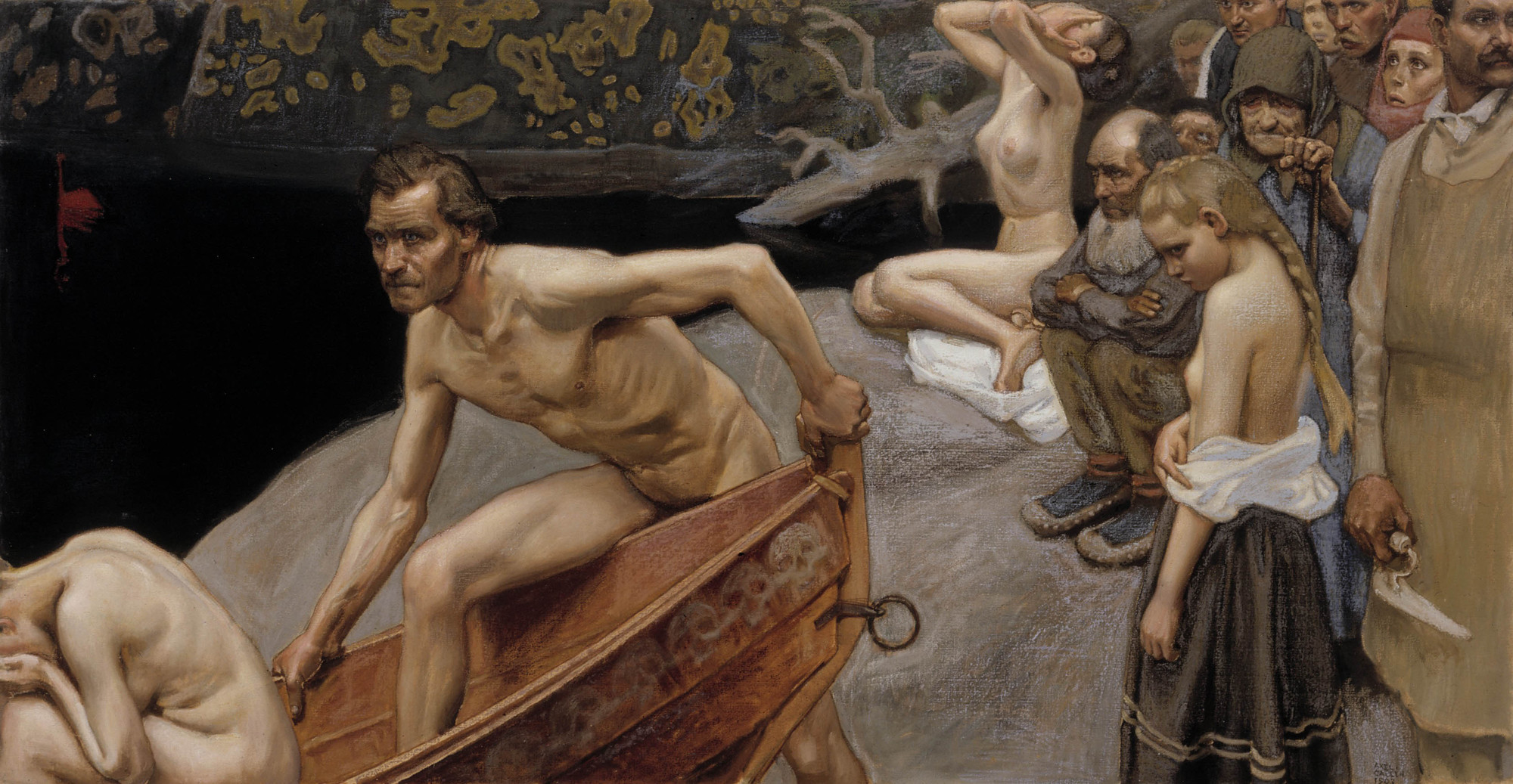
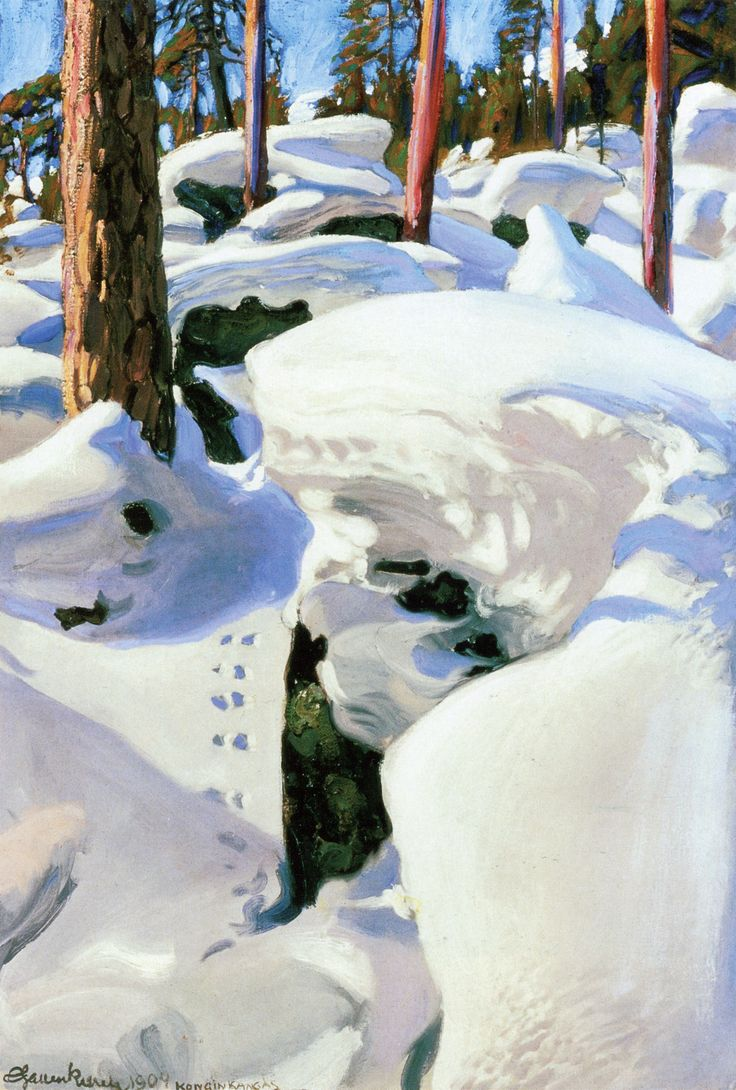
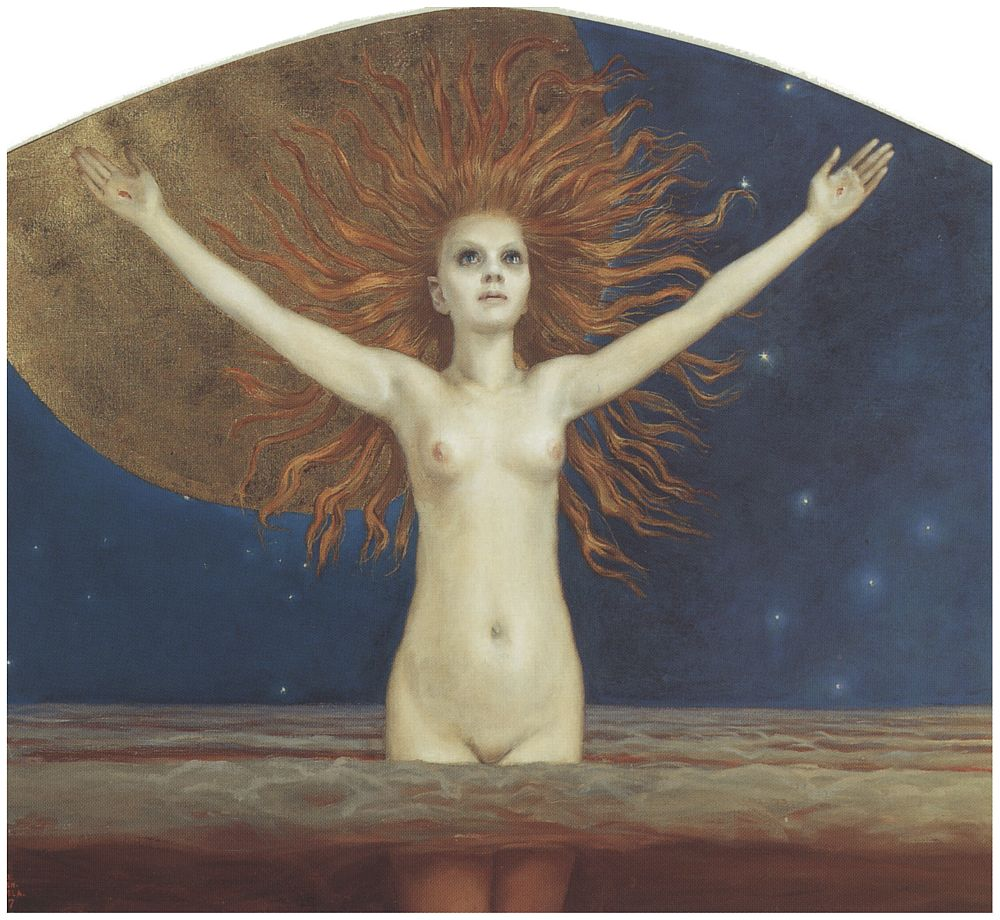
۱۸۹۷ م.
آتنیوم